# Мартьє Паумен
Мартьє Паумен  (нід. Maartje Paumen, 19 вересня 1985) — нідерландська хокеїстка на траві, дворазова олімпійська чемпіонка, дворазова чемпіонка світу, триразова чемпіонка Європи, володарка інших різноманітних досягнень, зокрема двічі, 2011 та 2102 років визнавалася найкращим гравцем світу, лесбійка.

## Виступи на Олімпіадах
| Олімпіада           | Дисципліна     | Місце |
| ------------------- | -------------- | ----- |
| Пекін 2008          | хокей на траві | 1     |
| Лондон 2012         | хокей на траві | 1     |
| Ріо-де-Жанейро 2016 | хокей на траві | 2     |

## Особисте життя
Паумен була у стосунках зі своєю напарницею по збірній Карлін Дірксе ван дер Гевел Станом на 2021 рік вона була у стосунках з іншою жінкою та є матір'ю сина. У жовтні 2022 року у неї також народилася донька. А в січні 2025 року у пари народився ще один син.